# Unidad para la Democracia
Unidad para la Democracia fue una coalición electoral chilena de izquierda, formada entre el Partido Amplio de Izquierda Socialista (PAIS), el Partido Radical Socialista Democrático (PRSD) e independientes para las elecciones parlamentarias de 1989.

## Historia
Fue constituida oficialmente ante el Servicio Electoral el 10 de agosto de 1989. Presentó 31 candidatos a diputados (22 del PAIS, 2 del PRSD, y 7 independientes) y 7 candidatos a senadores, todos ellos del PAIS. En total presentaron candidatos en 5 de las 19 circunscripciones senatoriales y en 17 de los 60 distritos para diputados.
Su símbolo era un rectángulo vertical de bordes negros, y en el interior de este aparecían la silueta de los emblemas del PRSD (arriba) y del PAIS (abajo).
Obtuvo 2 diputados pertenecientes al PAIS: Juan Pablo Letelier y Juan Martínez Sepúlveda. No obtuvo ningún senador. En la elección presidencial apoyaron abiertamente la candidatura de Patricio Aylwin, representante de la Concertación de Partidos por la Democracia.

## Resultados electorales

### Elecciones parlamentarias de 1989

#### Elecciones de diputados
| Partido                                | Votos diputados | Porcentaje | Candidatos | Electos |
| Partido Amplio de Izquierda Socialista | 297 897         | 4,38       | 22         | 2       |
| Partido Radical Socialista Democrático | 1330            | 0,02       | 2          | 0       |
| Independientes                         | 61 374          | 0,90       | 7          | 0       |
| Total                                  | 360 601         | 5,31       | 31         | 2       |

#### Elecciones de senadores
| Partido                                | Votos senadores | Porcentaje | Candidatos | Electos |
| Partido Amplio de Izquierda Socialista | 288 397         | 4,24       | 7          | 0       |
| Total                                  | 288 397         | 4,24       | 7          | 0       |